# P4 Jämtland
P4 Jämtland är Sveriges Radios lokalradio belägen i Östersund som sänder över Jämtlands län och närliggande områden.
38 procent av länsborna i Jämtlands län lyssnar på P4 Jämtland enligt en lyssnarmätning år 2019, vilket gör kanalen till Sveriges mest avlyssnade lokala radiokanal.

## Program
- P4 Jämtland Morgon inleder radiodagen.
- P4 Jämtland Eftermiddag  15 - 17.45, bland annat "Hälsa" och "Familjeliv"

## Frekvenser
P4 Jämtland har fyra större sändarstationer samt ett stort antal mindre runt om i Jämtland och Härjedalen.
- Östersund 100,4 MHz
- Sveg 102,2 MHz
- Tåsjö 100,8 MHz
- Ånge 94,5 MHz
- Funäsdalen 103,3 MHz

Samt i webbradion på P4 Jämtland på sr.se